# Сан-Зенон
Сан-Зенон (ісп. San Zenón) — місто та муніципалітет на півночі Колумбії, на території департаменту Маґдалена.

## Історія
Поселення, з якого пізніше виросло місто було засноване в 1750 році. Муніципалітет Сан-Зенон був виділений в окрему адміністративну одиницю в 1904 році.

## Географія

Муніципалітет Сан-Зенон

Місто розташоване в південній частині департаменту, на правому березі річки Магдалена, на відстані приблизно 221 кілометри на південний-захід (SSW) від Санта-Марти, адміністративного центру департаменту Маґдалена. Абсолютна висота — 19 метрів над рівнем моря.
Муніципалітет Сан-Зенон межує на сході і південно-сході-з територією муніципалітету Сан-Себастіян-де-Буенавіста, на півночі — з муніципалітетом Піхіньйо-дель-Кармен, на заході — з муніципалітетом Санта-Ана, на південному заході — з територією департаменту Болівар. Площа муніципалітету складає 233 км².

## Населення
За даними Національного адміністративного департаменту статистики Колумбії, сукупна чисельність населення міста та муніципалітету в 2015 році становила 9107 осіб.
Динаміка чисельності населення муніципалітету за роками:
| 2005 | 2006 | 2007 | 2008 | 2009 | 2010 | 2011 | 2012 | 2013 | 2014 | 2015 |
| ---- | ---- | ---- | ---- | ---- | ---- | ---- | ---- | ---- | ---- | ---- |
| 8904 | 8922 | 8940 | 8959 | 8978 | 8998 | 9019 | 9040 | 9062 | 9084 | 9107 |

Згідно з даними перепису 2005 року чоловіки складали 52,1 % від населення Сан-Зенона, жінки — відповідно 47,9 %. У расовому відношенні білі і метиси становили 96,9 % від населення міста; негри, мулати і райсальці — 3 %; індіанці — 0,1 %.
Рівень грамотності серед всього населення становив 74,1 %.

## Економіка
67,8 % від загальної кількості міських і муніципальних підприємств складають підприємства торговельної сфери, 28,8 % — підприємства сфери обслуговування, 3,4 % — промислові підприємства.